# Rodrigo Riera
Rodrigo E. Riera Magallanes (Rivera, 3 novembre 1972) è un ex cestista uruguaiano con cittadinanza spagnola.

## Carriera
Con l'Uruguay ha disputato i Campionati americani del 2001.